# Битва при Велестиноне
Би́тва при Велестино́не (тур. Velestin Muharebesi) — серия сражений, состоявшихся во время греко-турекой войны 1897 года с 27 апреля по 6 мая 1897 года между войсками Османской империи и Королевства Греции около города Велестинон в Фессалии. Является одним из крупнейших и важнейших сражений войны.
Битва произошла на территории Фессалийской равнины. Войска османов возглавляли Эдхем-паша и Махмуд Мухтар-паша, а греческие — Константинос Смоленски. В результате первого сражения греческие войска одержали победу над Османской империей, благодаря своему упорному сопротивлению, однако вторая битва завершилась победой османов и греческим беспрепятственным отступлением до Алмироса вплоть до сражения при Домокосе. Оба войска понесли существенные потери в сражении, на фоне множества военных приёмов обеих сторон. Сражение определило дальнейший исход войны; это сражение было одной из немногих греческих побед, и Константинос Смоленски — руководитель греков при Велестиноне — стал национальным героем. Главной причиной неудачи греческих войск стало отсутствие подкрепления против обходного манёвра османских войск.
Последующее сражение при Велестиноне между Грецией и Османской империей произошло в 1912 году, во время Первой Балканской войны. В результате после неё город окончательно перешёл под греческий контроль; до этого момента на него претендовала Османская империя.

## Предыстория
После неудач Греции в приграничных сражениях силы Фессалийской армии отошла к городу Лариса и в ночь с 11 на 12 апреля разразилась паника, и отход перерос в хаос, что заставило наследника греческого престола Константина отказаться от плана защиты реки Пиньос и отойти к Фарсале. Выход греков был беспорядочным, оставив после себя большое количество раненых. Османы нерешительно последовали за ними, теряя шанс уничтожить греческую армию и захватить портовый город Волос. На этом этапе приграничные сражения нерешительно окончились.
Велестинон — небольшой город, расположенный на юго-западе Фессалии. Стратегическое значение города заключается в его географическом положении между горами Халкодонион-Карадаг (древние холмы Киноскефалы) и западным острогом горы Пилион на востоке, через который проходят автомобильные и железнодорожные пути, содержащие Пагаситикос и портовый город Волос на внутреннюю Фессалийскую равнину и в Ларису. Железнодорожная линия из Волоса также ответвлялась в Фарсалу и, таким образом, была жизненно важна для снабжения греческой армии в Фарсале по морю, поскольку сухопутный путь через Ламию был затруднен из-за отсутствия транспортных средств. В это время командир османских войск Эдхем-паша принял решение наступать на столицу Греции, город Афины.
Греческий генеральный штаб, узнав о намерении османов дал приказ дать отпор врагу на подступах к Афинам. Выполнить приказ штаба принял решение полковник Константинос Смоленски. Однако впоследствии отступление всё же продолжилось, но продолжать его было невозможно, так как османские войсками с лёгкостью смогли бы захватить город.

## Первое сражение
Первое сражение происходило с 27 по 30 апреля 1897 года. Армии обеих сторон прибыли на поле сражения за два дня. Именно здесь Константинос Смоленски решил дать сражение с османскими войскам, так как греческий генеральный штаб приказал остановить продвижение на Афины, или, в крайнем случае, подтянуть время для подготовки обороны города. Для начала сражения армии подтянули резервы, для обследования позиций.

### Первый день
26 апреля была создана Смешанная бригада для занятия позиции Велестинон. Она была сформирована вокруг 3-й бригады под командованием полковника Константиноса Смоленскиса, с добавлением 6-го батальона эвзова, горно-артиллерийского батальона, инженерной роты из 2-го инженерного батальона и кавалерийской роты. Два дня спустя к ней была добавлена батарея полевой артиллерии из 2-го артиллерийского полка. Из-за нехватки железнодорожных вагонов большая часть этих сил перебралась из Фарсалы в Велестино пешком. Только батальон эвзона, инженерная рота и пехотная рота из третьего батальона 7-го полка были отправлены по железной дороге, прибыв в Велестино в 11:00 27 апреля. Там они заняли оборонительную позицию вокруг железнодорожной станции Велестино и развернули роту для прикрытия опушки леса на востоке, около развилки железнодорожной линии от Ларисы до Волоса и Фарсалы.
Артиллерия и кавалерия прибыли следующими, около 15:00, а остальные войска следовали за ними пешком. Только к концу дня были найдены поезда, которые доставили в этот район 3-й батальон батальон 8-го полка, пехотную роту и самого полковника Смоленскиса.
Со стороны Османской империи главнокомандующий Эдхем-паша отправил смешанные силы для захвата Волоса, поскольку османы получили информацию, что последний город удерживают всего 200 человек. Силы под командованием Сулеймана-паши состояли из 13-го и 14-го кавалерийских полков, а также трех рот 6-го императорского конного гвардейского полка (всего 12 рот), батареи конной артиллерии и 3-го полка Бурсы 5-й пехотной дивизии . Выступив из Лариссы в 10:00 27 апреля, они двинулись через Герли, и их кавалерийский авангард достиг области Велестино в 17:30 27 апреля, когда они пересекли мост Ризомилос. Греческие силы в Велестино, сами прибывшие за несколько часов до этого, узнали о приближении османов только в 17:00. Немедленно 6-й батальон эвзонов вместе с другими подразделениями на месте развернул свои силы: две роты двинулись в направлении наступления османов, две другие двинулись, чтобы занять высоту Велестино и Овриас Гала, а еще одна рота прикрывала артиллерию, которая заняла позицию вокруг железнодорожной станции. Двум кавалерийским эскадронам было приказано начать отвлекающую атаку против наступления османов В 17:30, когда османы пересекали мост Ризомилос, а их передовая кавалерийская рота приближалась к Велестино, эвзоны открыли огонь.
Не зная о численности противостоящих сил, Сулейман-паша решил прорваться вперед большими силами и послал три кавалерийские роты, чтобы захватить железнодорожную станцию. Столкнувшись с упорным сопротивлением, Сулейман-паша теперь задействовал свою собственную артиллерию примерно в одном километре к северу от моста Ризомилос и развернул всю свою дивизию: три роты должны были продолжить атаку на железнодорожную станцию, в то время как остальные семь должны были наступать в направлении Волоса. Каждая из двух групп была разделена на три эшелона, первый в открытом строю, а второй и третий в сомкнутом строю. Перестрелка продолжалась до 18:30, когда греческие войска начали контратаку в направлении моста Ризомилос. Прижавшись спиной к ручью Ризомилос, силы Сулеймана-паши подвергались опасности быть отрезанными в случае захвата моста. Ошибочно оценив греческие силы как намного превосходящие по численности, чем они были на самом деле, османский командующий приказал отступать сначала в Герли, а затем вместе с полком Бурсы в Килелер
Несмотря на отступление османов, в греческом тылу распространились слухи о том, что высоты вокруг Велестино захвачены, и что греческие войска вот-вот будут окружены. Это привело к случаям паники, спорадическим диким выстрелам и дезертирству. Весь артиллерийский батальон отступил в Волос, за ним последовали два кавалерийских взвода и несколько эвзонов и пехотинцев. 2-я рота 2-го кавалерийского полка обратилась в бегство к Альмиросу, сея панику; полевые госпитали также бежали в Волос, в то время как крестьянские возчики, нанятые для перевозки припасов для войск, просто бросили свои повозки и бежали. Когда Смоленский прибыл в близлежащую деревню Аерино после наступления темноты, сотрудники местной железнодорожной станции сообщили ему о слухах о том, что Велестино захвачено османами.
Тем не менее, он пешком двинулся к Велестино с основной частью своей бригады, которая начала прибывать; но не зная местности и из-за позднего часа, после контакта с подразделениями 8-го полка, он и его люди провели ночь на высотах к юго-западу от Велестино На следующее утро Смоленски занялся развертыванием своих войск в оборонительной позиции и попытками восстановить дисциплину и моральный дух. Его просьбы в греческий штаб разрешить расстреливать дезертиров на месте были отклонены, но его прибытие успокоило нервы и восстановило порядок в греческих подразделениях.